# Memelländische Landwirtschaftspartei
Die Memelländische Landwirtschaftspartei (MLWP) war die stärkste Partei der deutschen Mehrheitsbevölkerung im litauischen Memelland mit Sitz in Heydekrug. Sie bestand von 1925 bis zu ihrem Verbot 1934.
Die Partei war zunächst eine Bauernpartei, die bürgerliche Positionen der Mitte vertrat. Ab 1933 vertrat die Partei zunehmend rechtsextreme Positionen, die von der NSDAP im Reich geprägt waren.
Vorsitzender war von 1925 bis 1927 Heinrich Conrad (1888–1941) und 1927 bis 1934 James Charles Gubba (1869–1945).

## Wahlen zum Seimas
Im Mai 1926 wurden die drei „Besitzer“ August Milbrecht-Robkojen, Kreis Pogegen, Johann Schuischel-Uszaneiten, Kreis Memel, und George Waschkies-Blausden, Kreis Heydekrug, als Vertreter der Landwirtschaftspartei als Abgeordnete in den Litauischen Seimas in Kowno gewählt.

## Wahlen zum Seimelis
Bei den Wahlen zum Seimelis wurde die MLWP jeweils stärkste Partei. Nach Jürgen W. Falter erreichte die MLWP folgende Ergebnisse. Mads Ole Balling kommt auf leicht andere Prozentanteile, die Sitzzahlen sind bei beiden gleich.
| Wahlperiode           | Prozent | Mandate |
| --------------------- | ------- | ------- |
| I. Wahlperiode 1925   | 38,1 %  | 11      |
| II. Wahlperiode 1927  | 33,6 %  | 10      |
| III. Wahlperiode 1930 | 31,8 %  | 10      |
| IV. Wahlperiode 1932  | 37,1 %  | 11      |

| Wahlperiode      | Abgeordneter            | Anmerkung                                                                       |
| ---------------- | ----------------------- | ------------------------------------------------------------------------------- |
| I. Wahlperiode   | August Baldszus         |                                                                                 |
| I. Wahlperiode   | Nickel Baltromejus      |                                                                                 |
| I. Wahlperiode   | Heinrich Conrad         |                                                                                 |
| I. Wahlperiode   | Konrad von Dressler     |                                                                                 |
| I. Wahlperiode   | James Gubba             |                                                                                 |
| I. Wahlperiode   | Franz Habedanck         |                                                                                 |
| I. Wahlperiode   | Bruno Hahn              |                                                                                 |
| I. Wahlperiode   | Christoph Jonischkies   |                                                                                 |
| I. Wahlperiode   | Christoph Pagalies      |                                                                                 |
| I. Wahlperiode   | Martin Rugullis         |                                                                                 |
| I. Wahlperiode   | Fitz Alexander Schimkat |                                                                                 |
| II. Wahlperiode  | August Baldszus         |                                                                                 |
| II. Wahlperiode  | Nickel Baltromejus      |                                                                                 |
| II. Wahlperiode  | Heinrich Conrad         |                                                                                 |
| II. Wahlperiode  | Konrad von Dreßler      |                                                                                 |
| II. Wahlperiode  | James Gubba             |                                                                                 |
| II. Wahlperiode  | Franz Habedanck         |                                                                                 |
| II. Wahlperiode  | Christoph Jonischkies   |                                                                                 |
| II. Wahlperiode  | Johann Krawolitzki      |                                                                                 |
| II. Wahlperiode  | Christoph Pagalies      |                                                                                 |
| II. Wahlperiode  | Martin Rugullis         |                                                                                 |
| III. Wahlperiode | Nickel Baltromejus      |                                                                                 |
| III. Wahlperiode | Michel Bertuleit        |                                                                                 |
| III. Wahlperiode | Georg Borbe             |                                                                                 |
| III. Wahlperiode | Konrad von Dreßler      |                                                                                 |
| III. Wahlperiode | James Gubba             |                                                                                 |
| III. Wahlperiode | Franz Habedanck         |                                                                                 |
| III. Wahlperiode | Christoph Jonischkies   |                                                                                 |
| III. Wahlperiode | Johann Krawolitzki      |                                                                                 |
| III. Wahlperiode | Christoph Pagalies      |                                                                                 |
| III. Wahlperiode | Martin Rugullis         |                                                                                 |
| IV. Wahlperiode  | Michel Bertuleit        | Juli 1934 Mandatsaberkennung (Nachrücker: M. Skrandies)                         |
| IV. Wahlperiode  | Heinrich Buttkereit     | 26. Januar 1935 Mandatsaberkennung (kein Nachrücker)                            |
| IV. Wahlperiode  | Eugen Dommasch          | 26. Juli 1934 Mandatsaberkennung (Nachrücker: Johannes Buttkereit)              |
| IV. Wahlperiode  | Konrad von Dreßler      | 26. Juli 1934 Mandatsaberkennung (Nachrücker: Hermann Kroll)                    |
| IV. Wahlperiode  | James Gubba             | 26. Juli 1934 Mandatsaberkennung (kein Nachrücker)                              |
| IV. Wahlperiode  | Hugo Haase              | Juli 1934 Mandatsaberkennung (Nachrücker: Hermann Wittösch)                     |
| IV. Wahlperiode  | Christoph Jonischkies   | 30. Juni 1933 gestorben (Nachrücker: G. Plogesties)                             |
| IV. Wahlperiode  | Martin Killus           |                                                                                 |
| IV. Wahlperiode  | Johann Krawolitzki      | Juni 1934 Mandatsaberkennung (kein Nachrücker)                                  |
| IV. Wahlperiode  | Michel Schernus         | September 1934 Mandatsaberkennung (Nachrücker: Heinrich Buttkereit)             |
| IV. Wahlperiode  | Otto Sziegaud           | Mandatsverzicht am 6. Juni 1932 (Nachrücker Johann Krawolitzki)                 |
| IV. Wahlperiode  | Georg Waschkies         | August 1934 Mandatsaberkennung (kein Nachrücker)                                |
| IV. Wahlperiode  | Johann Krawolitzki      | ab 6. Juni 1932 für Otto Sziegaud                                               |
| IV. Wahlperiode  | G. Plogesties           | ab 6. Juli 1933 für Christoph Jonischkies                                       |
| IV. Wahlperiode  | M. Skrandies            | 4. August 1934 für Michel Bertuleit                                             |
| IV. Wahlperiode  | Hermann Wittösch        | 11. September 1934 für Hugo Haase / Ende 1934 Mandatsverzicht (kein Nachrücker) |
| IV. Wahlperiode  | Hermann Kroll           | 5. August 1934 für Konrad von Dreßler                                           |
| IV. Wahlperiode  | Johannes Buttkereit     | 26. Juli 1934 für Eugen Dommasch                                                |